# Hecznarowice

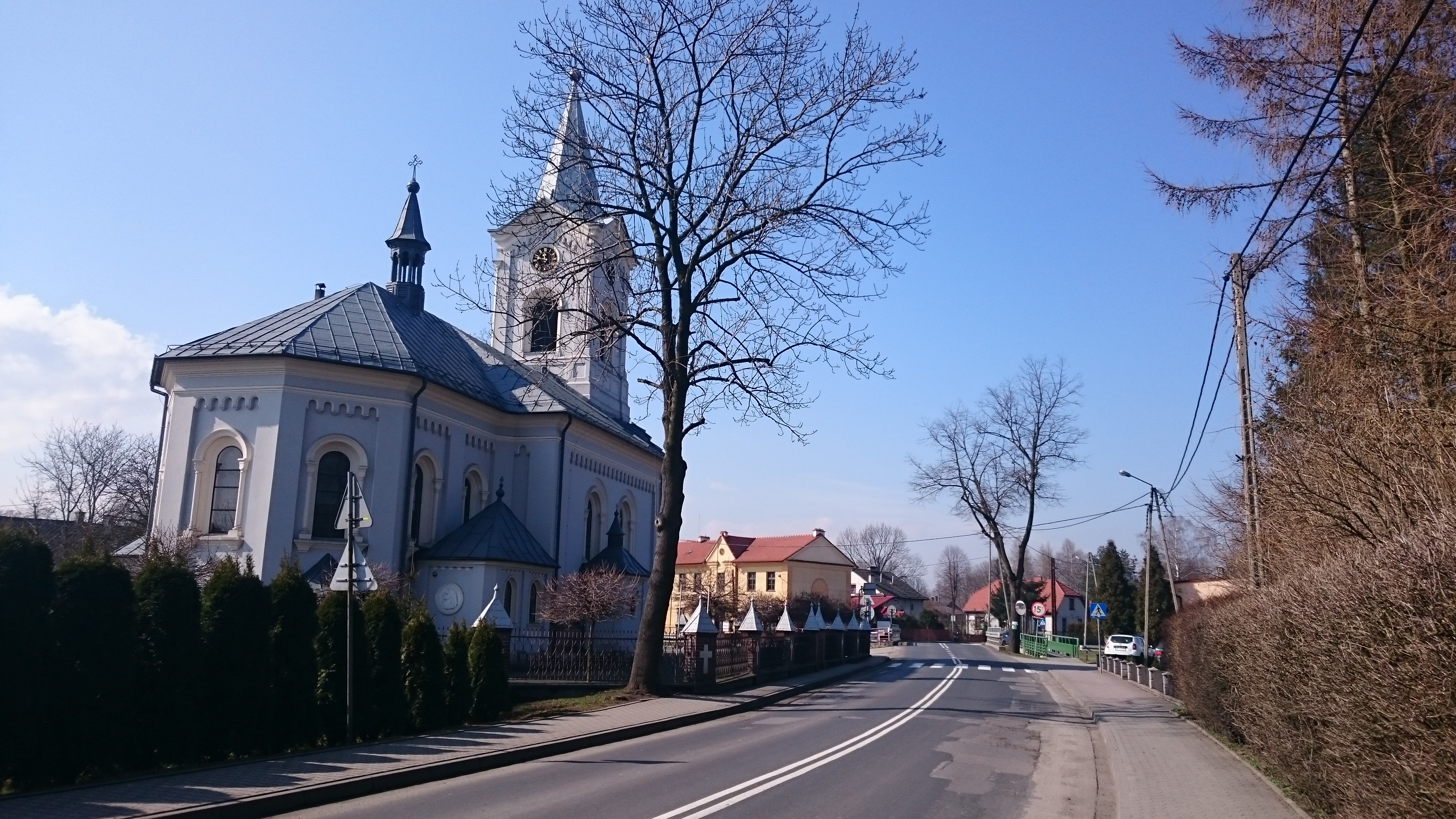
Ortsmitte

Hecznarowice (früher auch Hełcznarowice; deutsch Hetschnarowitz; wilmesaurisch Hylciadüf) ist eine Ortschaft mit einem Schulzenamt der Gemeinde Wilamowice im Powiat Bielski der Woiwodschaft Schlesien in Polen.

## Geographie
Hecznarowice liegt an der Soła, etwa 12 km nordöstlich von Bielsko-Biała und 40 km südlich von Katowice im Powiat (Kreis) Bielsko-Biała.
Das Dorf hat eine Fläche von 828 ha.
Nachbarorte sind die Stadt Wilamowice im Nordwesten, Nowa Wieś und die Stadt Kęty im Osten, Pisarzowice im Südwesten.

## Geschichte
Der Ort wurde in den Jahren 1454 und 1457 erstmals urkundlich als Hek(l)cznarowice erwähnt, als das Herzogtum Auschwitz von Polen abgekauft wurde. Spätere Namen waren Hecnarowice (1476), im 16. Jahrhundert meist Hecznarowice, aber auch als Halčnarovice (tschechisch), Elcznarowicze oder Elssnarowicze. Der Name ist patronymisch abgeleitet vom Personennamen Halcznar oder Helcznar (< deutsch Holzner bzw. oberdeutsch Hölzner) mit typischen slawischen Wortende -(ow)ice. Im Mittelalter war der Ort Sitz der Pfarrei Pisarzowice und gehörte möglicherweise zur Bielitzer Sprachinsel. Grzegorz Chromik leiten den Ortsnamen vom deutschen Personennamen Alzen ab (im Wilmesaurischen Helzjaduef, hochdeutsch etwa Hälznerdorf) und vermutet, dass Hecznarowice ursprünglich eine Tochtersiedlung von Hałcnów, deutsch Alzenau, war.
König  Kasimir IV. Jagiełło verschenkte ihn 1485 für geleistete Gefälligkeiten an Piotr Komorowski. Ab 1568 gehörte er zum Kreis Schlesien der Woiwodschaft Krakau.
Bei der Ersten Teilung Polens kam Hecznarowice 1772 zur neuen Königreich Galizien und Lodomerien des habsburgischen Kaiserreichs (ab 1804).
Nach der Aufhebung der Patrimonialherrschaften bildete es ab 1850 eine Gemeinde im Bezirk Biała.
1918, nach dem Ende des Ersten Weltkriegs und dem Zusammenbruch der k.u.k. Monarchie, kam Hecznarowice zu Polen. Unterbrochen wurde dies nur durch die Besetzung Polens durch die Wehrmacht im Zweiten Weltkrieg. Es gehörte dann zum Landkreis Bielitz im Regierungsbezirk Kattowitz in der Provinz Schlesien (seit 1941 Provinz Oberschlesien).
Von 1975 bis 1998 gehörte Hecznarowice zur Woiwodschaft Bielsko-Biała.